# Julien Carbon
 (décembre 2021).
Motif : cet article abrode la carrière professionnelle du duo et pas la biographie de Julien Carbon.
Pour les articles homonymes, voir Carbon.
Julien Carbon est un réalisateur et scénariste français, travaillant en duo avec Laurent Courtiaud à Hong Kong.

## Biographie
Successivement musicien classique, journaliste et critique de cinéma pour Julien Carbon, réalisateur audiovisuel, écrivain et journaliste pour Laurent Courtiaud, c'est par l'intermédiaire de leur passion pour le cinéma asiatique que les deux hommes se rencontrent à Paris en 1990. 

## Filmographie

### Scénaristes
- 1999 : Running Out of Time (Aau chin)
- 2000 : Black Door
- 2002 : Black Mask 2: City of Masks (Hak hap 2)
- 2002 : Le Talisman (Tian mai chuan qi)

### Réalisateurs
- 2011 : Les Nuits rouges du Bourreau de Jade
- 2011 : Betrayal

## Distinctions
- Prix du meilleur scénario aux Golden Bauhinia Awards 2000 pour Running Out of Time.